# ساديان مرق
ساديان مرق هي قرية في مقاطعة كاشان، إيران. يقدر عدد سكانها بـ 567 نسمة بحسب إحصاء 2016.